# جی‌فورس سری ۱۰
جی‌فورس جی‌تی‌ایکس ۱۰ یک سری از واحد پردازنده‌های گرافیکی شرکت انویدیا است که جانشین سری جیفورس ۹۰۰ شده‌است. معماری پاسکال جانشین رادئون مکسول است؛ و از تکنولوژی ساخت ۱۶ نانومتری شرکت TSMC استفاده می‌کند.
همچنین شامل تکنولوژی ساخت ۱۴ نانومتری شرکت سامسونگ است.

## معماری
معماری جی فورس سری ۱۰ با نام پاسکال شناخته می‌شود؛ که از نام دانشمند فرانسوی قرن ۱۷ بلز پاسکال گرفته شده‌است. این معماری در ۶ مه ۲۰۱۶ میلادی ارائه شد.
.
انویدیا اعلام کرده‌است که کارت گرافیک‌های پاسکال GP100 این شرکت از ویژگی چهار پشته پهنای باند زیاد حافظه پشتیبانی می‌کند؛ که به کارت گرافیک اجازه می‌دهد تا ۱۶ گیگابایت از HBM2 در مدل‌های بالای این سری استفاده کند. هچنین از فناوری ۱۶ نانومتری و واحد حافظه و
NVLink استفاد می‌کند. 16